# Educación para la justicia
La educación para la justicia apunta a promover una cultura de la legalidad a través de herramientas y recursos educativos ideados para los distintos niveles de educación. Estos recursos y herramientas ayudan a los educadores a enseñar a la próxima generación sobre la prevención de crímenes y a entender y abordar mejor los problemas que pueden socavar el estado de derecho. Promueve la paz y alienta a los estudiantes a colaborar activamente en sus comunidades y en sus futuras profesiones. La educación desempeña un papel clave en la transmisión y el mantenimiento de las normas socioculturales y permite su evolución permanente.

## Educación y justicia
En la actualidad, reviste vital importancia para la estabilidad y el bienestar de las sociedades de todo el mundo responder a las amenazas que se ciernen sobre la paz, la justicia, los derechos humanos y las libertades fundamentales. Si bien los marcos regulatorios sobre la corrupción, la violencia y el delito forman parte de las respuestas gubernamentales, los peligros a los que intentan responder persisten, a menudo más allá de las fronteras nacionales y, cada vez más, de manera interconectada a nivel mundial.
Muchos gobiernos se esfuerzan asimismo por hacer imperar el principio del estado de derecho en la vida cotidiana de sus ciudadanos y a través de las instituciones públicas que están a su servicio. Esto es para promover y proteger la seguridad, la dignidad y los derechos humanos de todas las personas. El sector de la justicia penal tiene un papel fundamental y una responsabilidad específica que cumplir.  El estado de derecho es fundamental para todos los aspectos de la sociedad, tanto públicos como privados, y moldea la forma en que las personas interactúan entre sí y con las instituciones públicas en todos los sectores, forjando relaciones de confianza mutua y rendición de cuentas.
Los sistemas educativos nacionales deben defender y promover los principios del estado de derecho. Pueden preparar a las generaciones futuras para que éstas hagan rendir cuentas a las instituciones estatales acerca de estos principios; y también dotar a los alumnos de los conocimientos, los valores, las actitudes y los comportamientos necesarios para tomar decisiones constructivas y éticamente responsables en su vida cotidiana, en pro de la justicia y los derechos humanos. Sobre esta base se pueden construir instituciones dignas de confianza y en las que los ciudadanos confían.

### El estado de derecho vinculado a la educación
El estado de derecho en la educación tiene como objetivo que los alumnos adquieran y desarrollen las experiencias y aptitudes cognitivas, socioemocionales y conductuales necesarias para convertirse en actores constructivos y responsables de la sociedad. Expertos sostienen que la educación desempeña un papel clave en la transmisión y el mantenimiento de las normas socioculturales y permite su evolución permanente. A través de la educación formal, los niños y jóvenes se socializan y adoptan ciertos valores, comportamientos, actitudes y roles que forman su identidad personal y social. A medida que se desarrollan, desarrollan asimismo la capacidad de reflexión crítica acerca de las normas y de forjar nuevas normas que reflejen la situación contemporánea.
La educación anima a los alumnos a valorar y aplicar los principios del estado de derecho en su vida cotidiana. Además, dota a los alumnos de los conocimientos, los valores, las actitudes y los comportamientos necesarios para contribuir a la mejora y regeneración permanentes del estado de derecho en la sociedad en general. Esto puede reflejarse, por ejemplo, en la manera en que los alumnos reclaman una mayor transparencia o rendición de cuentas por parte de las instituciones públicas, a través de las decisiones cotidianas que toman de forma comprometida y éticamente responsable como ciudadanos, miembros de la familia, trabajadores, empleadores, amigos, consumidores, etc.

### La cultura de la legalidad en educación
La cultura de la legalidad en educación se refiere a fomentar el estado de derecho para crear condiciones culturales y sociales que respeten y promuevan el estado de derecho.
La cultura de la legalidad significa que la población general acata la ley porque considera que esta proporciona una respuesta justa y equitativa a las necesidades de los individuos y de la sociedad en su conjunto.

### Enseñar lo esencial: conocimientos, valores, actitudes y comportamientos fundamentales
Ciertos conocimientos principales, valores, actitudes y comportamientos se consideran específicamente relevantes para capacitar a los alumnos para defender el estado de derecho y participar en el desarrollo permanente de una cultura de la legalidad en sus respectivas comunidades.

#### Principales conocimientos
Los alumnos necesitan adquirir conocimientos, entendimiento y reflexión crítica acerca del significado del estado de derecho y de una cultura de la legalidad, y entender cómo se manifiestan diariamente estos conceptos en distintos entornos sociales y a través de instituciones, leyes, mecanismos y procedimientos establecidos. El estado de derecho, a su vez, requiere que los alumnos juzguen su entorno con discernimiento, basándose en normas establecidas y pruebas fácticas. La capacidad de análisis y el pensamiento crítico son esenciales y deben ser enseñados, si se quiere que la educación fomente el estado de derecho.
Entender y evaluar los vínculos entre las cuestiones globales y locales forma también parte integrante del proceso de aprendizaje. Las violaciones del estado de derecho tienen consecuencias de gran alcance a nivel individual, comunitario, nacional, regional y mundial, afectando a distintos países y poblaciones de maneras que suelen estar interconectadas. Es importante no subestimar el grado de arraigo de una cultura de la legalidad en las realidades nacionales y locales. Por este motivo, tanto educadores como alumnos deben también conocer sus derechos y responsabilidades e identificar comportamientos que propicien los procesos democráticos y el estado de derecho a nivel cotidiano. Este entendimiento es específico a cada contexto.
Para que los alumnos entiendan el significado del estado de derecho y de una cultura de la legalidad, las principales áreas del conocimiento pertinentes incluyen, entre otras:
- Civismo, expresión de la opinión de las personas en las instituciones oficiales, derechos y deberes de los ciudadanos;
- El sistema judicial;
- Los derechos humanos;
- Prevención de conflictos y consolidación de la paz;
- Expresiones globales, nacionales y locales del estado de derecho y la cultura de la legalidad;
- Valores democráticos como la transparencia, la rendición de cuentas y la inclusión;
- Expresiones locales y visibles de una cultura de la legalidad a través del pluralismo y el igualitarismo;
- Causas, consecuencias y efectos de la delincuencia en la familia, la comunidad, la sociedad, y la seguridad;
- Toma de decisiones responsable y ética.[1]

#### Principales valores y actitudes
Las actitudes y los valores se desarrollan en una amplia gama de entornos: en el hogar, en la escuela, y a través de las experiencias vividas en contextos sociales y culturales más amplios (es decir, a través del aprendizaje socioemocional). Desarrollar actitudes y valores positivos es fundamental para el desarrollo holístico y saludable de los alumnos de todas las edades.
Estos valores y actitudes ayudan a los alumnos a tomar decisiones responsables (comportamiento proactivo) y a ser resilientes cuando se enfrentan a situaciones peligrosas o amenazantes (comportamiento receptivo). Con respecto a esto, ocupa un lugar importante el sentimiento de «autoeficacia», entendido como la confianza en la propia capacidad para enfrentar dificultades, terminar exitosamente una tarea y lograr alcanzar un objetivo específico. La sensación de autoeficacia, aunada a un alto nivel de motivación, sienta las bases de la resiliencia, que es fundamental para promover una cultura de la legalidad y del estado de derecho.
Se ha comprobado que las prácticas escolares que conducen a los alumnos a sentirse capaces de abordar los problemas que afectan su propia vida y las de sus compañeros y familiares fomentan también el compromiso cívico, que es clave para la sostenibilidad de una cultura de la legalidad. Cuando los alumnos invierten en procesos de aprendizaje a través de un esfuerzo personal, asumen responsabilidades individuales y colectivas que propician la madurez cívica. Hay otros resultados del aprendizaje socioemocional que son relevantes para el estado de derecho. Los alumnos pueden aprender a valorar la igualdad, la equidad, el respeto mutuo y la integridad. Pueden asimismo tratar de desarrollar actitudes, valores y capacidades tales como:
- El sentimiento de pertenencia a una comunidad;
- El sentido de la propia identidad y la imagen positiva de sí mismo;
- La Conciencia social (la empatía, la inclusión);
- Las aptitudes relacionales (la comunicación, la cooperación y la resolución de conflictos);
- La sensación de seguridad personal;
- La resiliencia (especialmente para las personas vulnerables a ser víctimas o reclutadas a la delincuencia);
- La atención plena;
- La preocupación empática y la compasión;
- La conciencia de sí mismo;
- La autogestión;
- La autorregulación.[1]

#### Comportamientos
Los resultados del aprendizaje conductual de la Educación para la Ciudadanía Mundial son pertinentes para la promoción del estado de derecho, y específicamente para: actuar de manera eficaz y responsable a nivel local, nacional y mundial, en pro de un mundo más pacífico y sostenible, y para desarrollar la motivación y la voluntad para actuar de la manera necesaria.
En el contexto de los esfuerzos para promover el estado de derecho, el aprendizaje puede centrarse más específicamente en el desarrollo de los siguientes comportamientos:
- La participación activa en estructuras y procesos democráticos (dentro y fuera de la escuela);
- Las prácticas participativas y democráticas en los procesos de toma de decisión de grupo;
- El seguimiento de las instituciones y los procesos del estado de derecho (dentro y fuera de las escuelas);
- Acciones para promover mejoras del estado de derecho y de la cultura de la legalidad (a diferentes niveles de la sociedad).

Los comportamientos denominados «prosociales» funcionan como factores de protección, benefician a otras personas o a la sociedad en su conjunto y propician el bienestar de los alumnos y su sentimiento de pertenencia a la comunidad. Estos comportamientos pueden incluir:
- Las acciones de apoyo y solidaridad con víctimas de actos de violencia y delitos;
- El respeto de las instalaciones y bienes escolares;
- La participación en acciones escolares comunitarias.[1]

### Abordar los problemas y dilemas reales
Las estrategias educativas y las pedagogías que propician comportamientos positivos también deben abordar los dilemas y las vulnerabilidades reales de los alumnos.

#### Abordar las vulnerabilidades individuales de los alumnos
Para abordar las vulnerabilidades individuales de los alumnos es preciso identificar dos tipos de factores:
- Factores de riesgo: son los factores que aumentan la probabilidad de que una persona joven sea victimizada, participe en actividades delictivas o cometa actos violentos. Sin ser necesariamente causas directas de un comportamiento ilícito, estos factores aumentan el riesgo de dichos comportamientos entre los alumnos. Los factores de riesgo pueden verse mitigados por factores de protección.
- Factores de protección: son aquellos que fomentan el desarrollo positivo y el bienestar de los niños. Estos factores protegen a los jóvenes contra el riesgo de ser victimizados, participar en actividades delictivas o cometer actos de violencia. Si bien los factores de protección han sido menos estudiados que los factores de riesgo, son igualmente importantes para elaborar programas eficaces de prevención educativa y, más ampliamente, para propiciar el desarrollo socioemocional, físico e intelectual de los alumnos. Los factores de protección también fomentan la inclusión social, el compromiso cívico, la acción y la interconexión.[1]

Los factores de riesgo y protección se pueden encontrar a nivel individual, familiar, del grupo de pares o de la sociedad. Cuanto más pueda un entorno de aprendizaje mitigar los factores de riesgo y potenciar los factores de protección, más probabilidades tendrá de aumentar el bienestar de las personas y, en consecuencia, de apartarlas del delito y la violencia.
Los adultos, mujeres y hombres, ya sean padres, educadores o personal escolar, pueden tener una percepción diferente del grado de riesgo al que están expuestos los alumnos y sus capacidades para enfrentarlos. Es por eso que los alumnos deben ser percibidos y tratados como actores conocedores y comprometidos. Esto no solo ayuda a conocer con más precisión sus necesidades de aprendizaje, sino que también refuerza su sentimiento de empoderamiento y fortalece sus capacidades de decisión.
Los procesos de evaluación deben adoptar un enfoque positivo de cara a las capacidades de los alumnos centrándose en «¿qué va bien?» y «¿cuáles son las fortalezas y las ventajas de los alumnos para enfrentar esta situación?», en lugar de enfocar exclusivamente «lo que va mal».
Es posible identificar respuestas educativas pertinentes al distinguir entre tres tipos de esfuerzos de prevención, lo que también ayuda a diseñar intervenciones relevantes y eficaces:
- Los esfuerzos de prevención primaria se dirigen a todos los alumnos, independientemente del nivel de riesgo a que estén expuestos. Precisamente, la prevención primaria apunta a fortalecer a las comunidades y los individuos, y a asegurar su bienestar y su conexión con sus familias y comunidades.[1]
- La prevención secundaria se suma a la prevención primaria para las personas que están expuestas a un riesgo de victimización o de participación en actos delictivos o de violencia. Los problemas de incumplimiento de reglas y leyes o de un delito serían indicaciones tempranas de dicha prevención. En estas situaciones, a algunos alumnos se les puede dar apoyo académico adicional y capacitarlos en aprendizaje socioemocional, si se considera que corren el riesgo de ser víctimas o de adoptar comportamientos problemáticos.[1]
- Las intervenciones de prevención terciaria se dirigen a los alumnos que siguen teniendo dificultades pese a la prevención primaria y secundaria. Por lo general, estos constituyen un pequeño número de alumnos que presentan pautas más graves de comportamiento problemático y que a menudo son victimizados. Estos jóvenes necesitan un apoyo específico y medidas de protección encaminadas a remediar los problemas o a evitar que se agraven.[7]

#### Abordar los dilemas de la vida real
La escuela puede contribuir de forma parcial a la resolución de problemas profundamente arraigados, como la corrupción, la delincuencia organizada o el narcotráfico; los programas educativos deben ser directamente relevantes para las situaciones de la vida real de los alumnos si se les quiere proporcionar un aprendizaje que tenga sentido con un efecto duradero. Ello implica que los alumnos asuman un papel activo en la solución de problemas – es decir, que puedan entender los dilemas y conflictos de la vida real y encontrarles soluciones.
Aprender conceptos abstractos acerca del estado de derecho no dará lugar a un cambio sostenible, especialmente si hay discrepancias entre los valores que se enseñan en el aula y los que prevalecen en el entorno escolar, en las familias o en la sociedad en general. En tales contextos, es especialmente importante que los programas educativos inspiren y nutran la motivación, la confianza y las capacidades creativas de los alumnos para que estos procuren mejorar su situación.
Para evitar el cinismo o la indiferencia, el personal educativo y los docentes deben ayudar a los alumnos a hacer frente a las frustraciones, la cólera y la posible desilusión derivadas de esta discrepancia, y a fomentar la esperanza y las respuestas constructivas. Unos programas educativos bien orientados pueden fomentar transformaciones personales que capacitarán a los estudiantes para desempeñar un papel constructivo en la sociedad y reconstruir, de ser necesario, el estado de derecho y sus instituciones; para ello deben tener siempre en cuenta el entorno social de los alumnos y, en particular, el grado de disonancia entre las normas y los valores enseñados en las escuelas y los que prevalecen fuera de ella.

#### Reforzar comportamientos positivos
Cuando se trabaja con niños y jóvenes, en particular los que se consideran vulnerables, es indispensable considerar de forma positiva sus aptitudes y atributos, como base para el aprendizaje posterior. Este enfoque es mucho más eficaz que ver a los jóvenes como carentes de conocimientos, aptitudes o valores capaces de propiciar el estado de derecho.
Cuando se trabaja con alumnos vulnerables, el reto consiste en promover comportamientos positivos y fomentar un cambio duradero de comportamiento. Este aspecto es particularmente importante cuando no basta con reforzar las normas y los encargados de la formulación de políticas, por lo tanto, deben instaurar sistemas educativos que creen el deseo y las condiciones conducentes a comportamientos positivos y un verdadero cambio sostenible.
Dependiendo de la edad, el género, el contexto socioeconómico y el entorno social de los alumnos, puede resultar necesario elaborar políticas educativas que trasciendan los enfoques educativos convencionales, proponiendo a los estudiantes nuevas experiencias que den forma concreta a ideales abstractos. Por ejemplo, en lugar de sancionar conductas inadecuadas mediante el castigo, puede ser útil introducir programas de mediación o reconciliación. La idea es hacer que los estudiantes puedan aplicar sus nuevas aptitudes en un contexto real.

### Practicar lo que predicamos
Las escuelas o cualquier otro entorno educativo que contribuyan significativamente a fortalecer el estado de derecho deben regirse por sus principios y esforzarse por aplicarlos en la práctica. Todos los aspectos de la gestión y la vida escolar, incluyendo las relaciones entre los docentes, entre alumnos y docentes, y entre la escuela y la familia, deben guiarse por una cultura de equidad, derechos, rendición de cuentas y transparencia, congruente con las normas y los principios internacionales de derechos humanos.
El personal educativo no es siempre consciente de sus propios comportamientos, actitudes y sesgos (abiertos y encubiertos), lo que puede quitarle credibilidad con respecto al estado de derecho y su aplicación a diario. La aplicación de los principios del estado de derecho en las escuelas y aulas, por lo tanto, no puede darse por sentada ni resulta fácil sin el estímulo adecuado por parte de la dirigencia educativa.
Hacer del estado de derecho y la cultura de la legalidad una prioridad implica no solo transmitir conocimientos, sino también los valores y comportamientos que se presentan como modelos y se aplican diariamente a través de lo que se llama el “currículo oculto”. El “currículo oculto” en el aula y la escuela transmite a los alumnos normas, valores y creencias de manera independiente de los procedimientos formales de enseñanza y aprendizaje, y hace que los alumnos adquieran las aptitudes y los conocimientos necesarios para involucrarse en la sociedad como ciudadanos éticamente responsables.
Cuando los maestros establecen reglas claras y equitativas en el aula y las aplican por igual, los niños pueden entender lo que significa seguir las reglas y comprueban directamente que estas se aplican a todos los alumnos por igual. Observan también que las mismas consecuencias se aplican a todos los alumnos que no acatan las reglas. En este caso, experimentarán situaciones de transparencia, rendición de cuentas y certidumbre, que son fundamentos clave del estado de derecho. Cuando los maestros y los alumnos crean conjuntamente reglas para el aula, están asimismo manifestando que los alumnos participan activamente en la definición de las reglas que los rigen. Así es como se cultiva una cultura de la legalidad.
Las reglas del aula y de la escuela son solo una de las formas en las que se refleja a nivel cotidiano el estado de derecho para los alumnos.
Figuran a continuación otros enfoques posibles:
- Garantizar la seguridad personal y el bienestar de los alumnos en el entorno escolar, en particular de aquellos pertenecientes a grupos vulnerables.
- Velar por la transparencia de políticas y prácticas escolares que estén en consonancia con los derechos humanos y propicien el estado de derecho, así como la rendición de cuentas de los directivos escolares y los docentes.
- Dar a los alumnos oportunidades significativas de participar en la toma de decisiones que los afectan, como las reglas imperantes en el aula y la escuela y fuera de ella, a través de los consejos estudiantiles y otras formas de representación estudiantil a diversos niveles de gobernanza (local, regional, nacional) de las instituciones educativas.
- Cultivar de forma prioritaria un clima de confianza y apertura, en el que se alienta a los alumnos a expresar sus opiniones y a considerar con respeto las opiniones de los demás.
- Desarrollo de mecanismos neutrales y apropiados para uso de los alumnos y los educadores cuando cualquier persona (ya sea alumno, docente o directivo) no sigue las reglas establecidas.
- Aplicar políticas de inclusión que propicien la diversidad en los currículos y faciliten la participación de todos los alumnos en la vida de la escuela.[1]

#### La importancia de crear entornos de aprendizaje seguros e inclusivos
Las políticas y prácticas escolares inclusivas brindan a los alumnos la oportunidad de vivir una experiencia directa del estado de derecho. Las políticas escolares inclusivas crean entornos habilitantes que propician, tanto en alumnos como educadores, el aprendizaje socioemocional y los comportamientos importantes para el estado de derecho, como «valorización y respeto de la diversidad», «sentimiento de pertenencia» y «disposición a actuar».
Se pueden crear entornos holísticos de aprendizaje trabajando en asociación con los alumnos, sus familias y los actores comunitarios interesados que no tienen necesariamente un mandato educativo formal, por ejemplo, la comunidad artística y deportiva, las personalidades culturales y religiosas, los medios de comunicación y las empresas. Colaborar con estos actores poniendo de manifiesto cómo el estado de derecho impregna todos los aspectos de nuestras vidas puede ser 
una forma adicional de concretar el concepto del estado de derecho.

### Sistemas de apoyo necesarios

#### Apoyo curricular
Existen numerosas estrategias curriculares para ejecutar actividades o programas relacionados con el estado de derecho y la cultura de la legalidad. Estas estrategias están destinadas a todos los alumnos en diversos entornos de aprendizaje. 
Estas opciones curriculares, que no se excluyen mutuamente, son las siguientes:
- Un tema especializado, como la “educación para la ciudadanía”.
- Una infusión de temas y enfoques, predominantemente dentro de unas pocas materias, como la historia, la sociología, la educación cívica o la adquisición de competencias para la vida.
- Un enfoque transversal que infunde los principios del estado de derecho, por ejemplo, el aprendizaje socioemocional o la educación sobre los derechos humanos, en todos los temas.
- Actividades y prácticas escolares integrales, incluyendo clubes extracurriculares para los alumnos, aprendizaje experiencial y alianzas comunitarias.[1]

Se fomenta una estrategia curricular de educación para la ciudadanía global que sea transversal y no restringida a un solo tema. También debe ser holística y no limitarse solo al conocimiento de los contenidos. De acuerdo con los principios generales de la Educación para la Ciudadanía Mundial, un currículo que promueve el estado de derecho implicará una pedagogía participativa y centrada en el alumno, con valores orientados hacia la transformación personal y social.
La educación para la paz, por ejemplo, distingue entre la paz negativa (una mera ausencia de violencia) y la paz positiva (que abarca nociones más amplias de justicia). En ambos casos, la educación para la paz enfatiza a menudo la importancia del conflicto dentro de una cultura, ya que este suele ser productivo e indicativo de una verdadera diversidad. Por lo tanto, la educación para la paz recalca la importancia de la transformación de los conflictos en lugar de su resolución.
Del mismo modo, la educación en derechos humanos tiene como objetivo la transformación: el objetivo no es meramente enseñar acerca de los derechos humanos, sino enseñar para los derechos humanos, empoderando a alumnos y educadores para que obren en pro del cambio social. En algunos casos, esto puede presentar tanto oportunidades como dificultades para la consecución del estado de derecho y la creación de una cultura de la legalidad, especialmente cuando hay conflictos entre los objetivos educativos gubernamentales y consideraciones más amplias sobre derechos humanos.

#### Recursos de enseñanza y aprendizaje
Los marcos curriculares cobran vida a través de recursos educativos que apoyan los esfuerzos de los docentes en el aula. Los recursos didácticos deben reflejar los objetivos de aprendizaje en materiales atractivos, precisos y completos para los alumnos, lo cual es difícil y requiere creatividad. Los redactores pueden encuadrar los materiales educativos en actividades cooperativas y grupales, teniendo en cuenta que estos deben suscitar conversaciones y debates abiertos para reflexionar sobre lo que es de interés para los estudiantes, y también sobre los mensajes y conocimientos transmitidos.

#### Evaluación del aprendizaje
Las evaluaciones miden el aprendizaje y son un componente clave del proceso de enseñanza y aprendizaje. Las técnicas y herramientas de evaluación deben ser multifacéticas y proporcionar una variedad de oportunidades para que alumnos con diferentes estilos de aprendizaje puedan demostrar lo que han aprendido y transmitir sus ideas. Se recomiendan por lo general evaluaciones localizadas, diferenciadas y específicas según el currículo. Hay muchos tipos distintos de herramientas de evaluación, incluyendo pruebas aisladas, cursos de mayor duración, programas de certificación y archivos de recursos de evaluación.
Otras formas de evaluación incluyen la evaluación por los pares, la autoevaluación y la evaluación alternativa. La evaluación por los pares ayuda a los alumnos a obtener información sobre los aspectos del aprendizaje que el docente considera importantes y, por lo tanto, aumenta las capacidades de reflexión metacognitiva, que son útiles cuando el alumno está trabajando en sus propios proyectos y actividades de aprendizaje. De forma similar, la autoevaluación también alienta a los alumnos a examinar de manera objetiva y crítica su propio trabajo y evaluar su desempeño y comprensión basándose en rúbricas proporcionadas por el maestro. Ambos métodos, en lugar de estar separados del proceso de aprendizaje, lo potencian al formar parte de él.
La educación para la justicia incluye el aprendizaje socioemocional y los resultados conductuales, que son generalmente más difíciles de evaluar; se desaconseja la «calificación» de los valores. Sin embargo, los educadores pueden suscitar y observar los valores de los alumnos mediante tareas y discusiones en el aula. Si se expresan valores preocupantes – por ejemplo, el prejuicio contra ciertos grupos de la escuela – se puede abordar la situación mediante la intervención de consejeros, y en procesos a nivel del aula y la escuela.
Los docentes han encontrado maneras de documentar la participación en actividades relacionadas con el estado de derecho, por ejemplo, la observación de la dinámica de las clases y la participación activa en grupos cívicos. En cambio, otros tipos de resultados conductuales, como a reducción de actos de acoso, pueden ser difíciles de rastrear debido a su índole misma de largo plazo y porque esos comportamientos no son siempre manifiestos para el docente. Por esta razón, las evaluaciones programáticas y de impacto de intervenciones relacionadas con el estado de derecho y llevadas a cabo en otros lugares pueden ser ilustrativas, aunque se debe proceder con precaución al extrapolar conclusiones a distintos contextos culturales.

#### Pedagogías en el aula
Gracias a los enfoques y métodos participativos, que son centrales en la pedagogía de la Educación para la Ciudadanía Mundial, los alumnos en lugar de recibir pasivamente información viven un aprendizaje activo y una experiencia práctica fundamentada en su vida cotidiana, lo que permite desarrollar la reflexión crítica y las capacidades de resolución de problemas.
En el aula, se puede dar a los alumnos ejercicios concretos que fomenten una cultura de la legalidad. Juegos de roles, diálogos y actividades de gobernanza comunitaria son algunas de las actividades que les permiten cultivar la consideración, la tolerancia y la atención a los demás. Si al relacionarse con sus compañeros los alumnos vislumbran conflictos que pueden surgir posiblemente fuera del aula, estarán mejor equipados para enfrentar estas dificultades y serán más propensos a respetar las diferencias de los demás.
Se presenta a continuación una variedad de herramientas y enfoques pedagógicos que podrían utilizarse para promover transformaciones en los estudiantes y, en última instancia, en la sociedad:
- El aprendizaje por proyectos es uno de los métodos más aplicados de aprendizaje participativo, y se puede utilizar para cualquier tema o habilidad que se deba enseñar. Cuando participan en este tipo de aprendizaje, los alumnos preparan un proyecto que involucra sus capacidades cognitivas y creativas, al tiempo que aumenta también su conocimiento de la materia estudiada, gracias a las investigaciones independientes que realizan.
- El aprendizaje basado en problemas ayuda a los estudiantes a encontrar una solución a un problema específico. La solución puede ser puesta en práctica y aplicada en su totalidad o bien simplemente conceptualizada y planificada. En ambos casos, se potencian las aptitudes de resolución de problemas, y se desarrolla la confianza de los alumnos en su propia capacidad para abordar problemas complejos.[1]
- El aprendizaje de tipo comunitario utiliza competencias activas de investigación y realización práctica para ayudar a solucionar un problema en las comunidades a las que pertenecen los estudiantes. Estos identifican un problema social, económico o medioambiental y no solo aplican soluciones de planificación, sino que también crean cambios en sus comunidades al poner en práctica estas soluciones. La celebración de un evento comunitario o un taller sobre el uso seguro de Internet podrían ser ejemplos de estas tareas.
- El aprendizaje entre pares es un método de enseñanza en el que ciertos miembros de un grupo educan a otros miembros del mismo grupo, es decir, a sus pares, para cambiar los conocimientos y comportamientos individuales y grupales.[13] El empoderamiento de los alumnos a través de iniciativas entre pares y la oportunidad de debatir as cuestiones en un entorno seguro son aspectos importantes de la mayor parte de las metodologías participativas.[1]
- Aprendizaje por Internet. Las tecnologías de la información y la comunicación (TICs) son una importante herramienta pedagógica que puede integrarse en cualquiera de los enfoques anteriores y proporcionar una alternativa a los entornos tradicionales basados en el aula.[1] También propician la alfabetización digital, una competencia que reviste carácter esencial en el siglo XXI.[14] Hay una abundancia de plataformas de aprendizaje en línea que ofrecen de todo: desde lecturas, ayudas audiovisuales e ideas de actividades hasta oportunidades para la comunicación intercultural por Internet.[1]

Muchos entornos educativos de todo el mundo incorporan de alguna manera en su currículo el aprendizaje mediante las TIC; este es a menudo un punto de entrada fácil para estar en contacto con la Educación para la Ciudadanía Mundial. En el ámbito del estado de derecho, se pueden utilizar plataformas en línea para juegos que proponen roles y solución de dilemas. Sin embargo, los juegos y las aplicaciones deben equilibrar la diversión y el aprendizaje, a través de una combinación de actividades virtuales y sin conexión. El contacto humano sigue siendo fundamental para el aprendizaje de la Educación para la Ciudadanía Mundial y el estado de derecho. Cabe también recordar que, si bien las TIC son herramientas útiles para el aprendizaje, los entornos en línea pueden asimismo utilizarse como instrumentos de reclutamiento, extorsión y promoción del delito y de conductas de extrema violencia. Dado que el acceso de los teléfonos móviles a Internet está aumentando en todo el mundo, es esencial impartir enseñanza acerca de los riesgos en línea y transmitir herramientas para resistir al reclutamiento por pandillas, delincuentes, extremistas violentos y grupos que incitan al odio.
Aprender a través de la educación no formal y los enfoques comunitarios es fundamental para velar por el acceso al aprendizaje de los más marginados. Los estudios indican que los deportes conectan a los jóvenes con modelos adultos positivos y brindan oportunidades positivas de desarrollo; promueven asimismo el aprendizaje y la aplicación de competencias para la vida. En los últimos años, se ha generalizado el uso del deporte para reducir la delincuencia y prevenir el extremismo violento y la radicalización, sobre todo como herramienta que acrecienta la autoestima, refuerza los lazos sociales y brinda a los participantes un propósito común.
La gestión eficaz del aula significa un ambiente seguro y acogedor, lo que tiene efectos positivos sobre el aprendizaje y el comportamiento de los alumnos. Por ejemplo, las discusiones estructuradas en pequeños grupos (reuniones del “círculo mágico”) sobre una variedad de temas interpersonales e intrapersonales pueden hacer que el entorno del aula sea más receptivo a las necesidades afectivas y cognitivas de los alumnos y contribuir así a alejarlos de los comportamientos de alto riesgo.
Estas pedagogías son herramientas vitales cuando se quiere integrar la Educación para la Ciudadanía Mundial, el estado de derecho y una cultura de la legalidad en las estructuras educativas existentes. Al enseñar valores a los demás, es muy importante prestar especial atención a la forma en que esos valores están incorporados en el currículo «informal» u «oculto» de los métodos y el entorno mismo de enseñanza, para proporcionar una experiencia de aprendizaje más cohesiva y envolvente, ya que estos factores también influyen sobremanera en el aprendizaje. Los métodos pedagógicos participativos, que son interactivos, inclusivos y centrados en el alumno, constituyen la mejor manera de comunicar valores y actitudes. La atención a estos aspectos creará una experiencia de aprendizaje más holística y cargada de valores, que enseña con el ejemplo.

### Formación y desarrollo profesional de los docentes
Invertir en la formación y el desarrollo profesional de los docentes es fundamental por dos razones principales. Es un hecho comprobado que la calidad de los docentes tiene un efecto positivo directo en los logros de los alumnos. Además, los docentes actúan como planificadores, iniciadores, constructores de ambiente, facilitadores y guías, mediadores, organizadores del conocimiento y evaluadores, y ocupan por ende un lugar central para interpretar y aplicar cualquier currículo.
Se pueden identificar las aptitudes y características de un buen maestro, que es capaz de servir de modelo y promover los principios del estado de derecho. En este contexto puede resultar útil elaborar códigos de conducta para los docentes e incorporarlos en la formación permanente y en el servicio de estos.
Puede resultar necesario que los docentes aprendan acerca de aspectos del estado de derecho que no están incluidos en la preparación que recibieron para  las materias que enseñan, para poder enseñar a los estudiantes. Por lo tanto, al igual que sus alumnos, los educadores necesitarán: entender los principios del estado de derecho, sus preceptos e implicaciones; ampliar sus conocimientos relativos a los derechos humanos; comprender las causas, las consecuencias y los efectos de la delincuencia en la familia, la comunidad, la sociedad y la seguridad de la sociedad en su conjunto; y conocer mejor los factores sociales que influyen en los comportamientos de los alumnos en línea y sin conexión.
Los ámbitos que no se incluyen en la formación inicial se pueden presentar a los docentes mediante la formación continua, talleres y recursos de apoyo. Puede obtenerse este apoyo por parte de instituciones y facultades de formación de docentes, Ministerios de Educación y centros de formación asociados, asociaciones profesionales y organizaciones de la sociedad civil.
El aprendizaje y desarrollo profesional de los docentes sobre el estado de derecho involucra su formación, pero un aspecto aún más importante consiste en empoderar a los maestros para que puedan desempeñar sus múltiples funciones. Esto se ve posibilitado mediante la creación de comunidades profesionales de aprendizaje, que propician el perfeccionamiento de las prácticas docentes y el aprendizaje continuo de los maestros. Utilizando redes en línea, los docentes pueden trabajar juntos para comparar, cotejar y dar forma a sus ideas, con miras a aplicar el estado de derecho en su entorno local. Los sitios web se pueden utilizar como centros de intercambio de recursos o materiales para uso en las lecciones o en el aula. Los foros en línea y los servicios de asistencia telefónica pueden ayudar a obtener orientación sobre el uso de los materiales o la información ofrecida en las plataformas en línea.
La enseñanza de valores, actitudes y habilidades que refuercen el estado de derecho y promuevan una cultura de la legalidad requiere una preparación adicional por parte del cuerpo docente:
- Mejorar la conciencia de sí mismo.
- Cribado para identificar estereotipos.
- Garantizar el conocimiento del asunto que va a tratarse.
- Gestionar cuestiones delicadas.
- Obtener las aclaraciones necesarias.
- Movilizar recursos en la comunidad.[18]

### Aprender fuera de las escuelas
Los problemas relacionados con el estado de derecho suelen percibirse como un ámbito de trabajo vinculado con los ministerios del interior y de justicia, incluyendo la policía. Por lo tanto, puede ser difícil desarrollar alianzas multisectoriales para promover e integrar cuestiones de prevención del delito y justicia penal en todas las actividades educativas.
Las organizaciones de la sociedad civil, en particular, desempeñan un papel vital para respaldar los esfuerzos educativos, como asociadas para elaborar materiales educativos basados en el estado de derecho y apoyando actividades de difusión y divulgación para llegar a todas las partes interesadas, incluyendo niños, jóvenes, alumnos, padres, maestros, profesores y medios de comunicación.
Las escuelas pueden trabajar de manera participativa con las partes interesadas que operan dentro y fuera del sector educativo, como educadores no formales, jóvenes que no van a la escuela, padres, organizaciones de la sociedad civil, medios de comunicación, artistas y otros actores de la comunidad. Estas colaboraciones pueden fomentar la innovación, la creatividad y los enfoques participativos.
La colaboración con las ONG u otras organizaciones comunitarias no solo refuerza la acción escolar en pro de la Educación para la Ciudadanía Mundial y el estado de derecho y extiende sus beneficios a toda la comunidad, sino que también proporciona a los estudiantes experiencias prácticas y de aprendizaje real en el espacio de trabajo social. A través de estos vínculos con organizaciones comunitarias, se adquieren y refuerzan competencias en Educación para la Ciudadanía Mundial orientadas al comportamiento y a la acción, proporcionando a los estudiantes ejemplos prácticos de buena ciudadanía.
Ejemplos de oportunidades de aprendizaje fuera del contexto escolar son:
- Acciones lideradas por los jóvenes: los jóvenes tienen un papel fundamental que desempeñar en la incorporación de una cultura de la legalidad y la integridad en todos los ámbitos de la sociedad. Los encargados de la formulación de políticas y los educadores pueden asociarse con los jóvenes para participar en proyectos de desarrollo, o en iniciativas encaminadas a responder a la delincuencia y la violencia a nivel escolar, comunitario, regional y nacional. Estas acciones lideradas por los jóvenes pueden incluir iniciativas de organizaciones juveniles contra la corrupción, redes juveniles para la integridad, manifestaciones pacíficas y expresiones artísticas contra la delincuencia, las drogas y la violencia. Los estudiantes también pueden participar en investigaciones de acción participativa lideradas por los jóvenes, en las cuales estos identifican un problema preocupante, recopilan datos y formulan recomendaciones a los encargados de la formulación de políticas.
- Programas centrados en la familia. Los programas educativos de prevención o intervención para poblaciones juveniles con alto riesgo de violencia o delincuencia suelen implicar a los padres. Los datos comprueban que la participación de los padres puede acrecentar el éxito de los programas escolares de prevención de la violencia y la delincuencia, puesto que la acción de estos se refuerza también en el hogar.
- Alianzas entre la escuela y la comunidad. Otra forma interesante de integrar en el aprendizaje, a nivel local, los valores de la Educación para la Ciudadanía Mundial, consiste en establecer alianzas entre el aula y la comunidad, con ONG locales o iniciativas comunitarias existentes.[19] La asociación con organizaciones comunitarias es fundamental para la Educación para la Ciudadanía Mundial. Estas alianzas deben mantenerse durante un largo plazo si se quieren alcanzar resultados reales en la comunidad. Los alumnos participarán en un aprendizaje localizado y práctico, aprenderán los principios que rigen una buena acción comunitaria y entenderán que el trabajo social debe ser sostenible y también ampliable a mayor escala. La administración escolar y el personal de las ONG pueden trabajar juntos para asegurarse de que las condiciones de la asociación sean claras y los objetivos realizables.[1]
- Colaboraciones entre escuelas. Además de colaborar con organizaciones comunitarias y ONG, las escuelas pueden colaborar entre ellas y aprender las unas de las otras. Así como la educación entre pares es significativa para los estudiantes, las instituciones homólogas pueden desempeñar un papel fundamental para ayudar a las escuelas a adoptar prácticas eficaces.[1] Las escuelas pueden replicar programas, colaborar en eventos e iniciativas interescolares y crear redes para amplificar esfuerzos y compartir más fácilmente los recursos locales en materia de estado de derecho y cultura de la legalidad. Estas redes pueden incluso extenderse más allá de la comunidad local, ampliándose a nivel nacional e internacional, en línea o a través de conferencias y comunidades profesionales de aprendizaje. Las escuelas y otras instituciones educativas de todo el mundo pueden entrar en contacto y aprender mutuamente acerca de las mejores pedagogías y prácticas a aplicar.[1]
- Alianzas con actores del gobierno y el sector privado: los actores educativos no tradicionales, como empleados gubernamentales del sector de la justicia penal, autoridades policiales y gubernamentales locales, así como organizaciones comunitarias y entidades del sector privado, también colaboran, cuando procede, con las escuelas. Estos pueden participar directamente en el programa educativo, proporcionar formación a los docentes sobre temas específicos y delicados y brindar oportunidades adicionales de aprendizaje extraescolar informando acerca de los riesgos que conlleva la delincuencia y la violencia. Sus intervenciones también pueden ayudar a superar los temores y la desconfianza entre los alumnos y los representantes de las instituciones estatales.[1]